# Zwart-witte monjita
De zwart-witte monjita (Heteroxolmis dominicana) is een zangvogel uit de familie Tyrannidae (tirannen).

## Verspreiding en leefgebied
Deze soort komt voor in zuidelijk Brazilië, Uruguay en noordoostelijk Argentinië. Het verspreidingsgebied is sterk gefragmenteerd. Het leefgebied bestaat uit graslanden met wat struikgewas, vaak in moerasgebieden.

## Status
De grootte van de populatie wordt geschat op 6000-15.000 volwassen vogels. Aangenomen wordt dat de soort snel achteruitgaat door habitatverlies. Op de Rode lijst van de IUCN heeft deze soort daarom de status kwetsbaar.